# 七月与安生 (电视剧)
《七月与安生》，是一部改编自安妮寶貝的同名著作《七月與安生》的都市情感剧，於2019年7月22日在愛奇藝播出。

## 播出时间
| 频道                  | 所在地   | 播出日期      | 播出时间                              | 备注 |
| --------------------- | -------- | ------------- | ------------------------------------- | ---- |
| 爱奇艺                | 中国     | 2019年7月22日 | 星期一至四20:00更新两集 VlP抢先看八集 |      |
| Astro双星 Astro双星HD | 马来西亚 | 2019年8月22日 | 每晚 19:00 - 20:00                    |      |

## 剧情概述
两个性格迥异的都市女孩——七月与安生相识相知、“相爱相杀”的情感成长故事。

## 演员
| 演员姓名 | 角色名称 | 介紹 |
| 沈月     | 李安生   | 不算美貌，但魅力十足，行事率性总出人意料，可心里却是满满的孤独。 |
| 陈都灵   | 林七月   | 发自内心地向往安稳平静的幸福，美丽、温柔、聪慧，是众人眼中的乖乖女。实际上是个心机女，和家明交往时，知道家明实际喜欢的是安生，而安生也喜欢家明却装作不知道，之后在职場上喜歡上了韓東 |
| 熊梓淇   | 苏家明   | 俊美的天才少年，学生时代的大众情人。 |
| 梁靖康   | 林九月   | 七月的弟弟。喜歡安生。最後被大火燒死 |
| 李逸男   | 阿潘     | 帶安生一起去西安流浪的吉他手，後來當了快遞員。 |
| 崔宝月   | 田迅雷   | 七月的大學室友，跟許天是名義上的男女朋友 |
| 乔骏达   | 许天     | 跟田迅雷是名義上的男女朋友，喜歡七月。 |
| 邹廷威   | 韩东     | 精致利己的商业人才。外貌帅气、智慧、还不乏幽默。喜歡七月。 |
| 徐小颯   | 程嘉宇   | 嘉姐，漢力生公關公司總監，七月的上屬，韓東前女友。 |
| 鄭英辰   | 文婧     | 漢力生員工，與七月是同事。 |
| 常铖     | 李勇     | 安生父親。 |

## 電視劇歌曲
| 曲序 | 曲目                     |              | 作曲         | 编曲   | 製作人 | 演唱         |
| ---- | ------------------------ | ------------ | ------------ | ------ | ------ | ------------ |
| 1.   | 時光不會騙我們（片頭曲） | 代岳東       | 岑思源       | 張少波 | 鄭博   | 劉瑞琦       |
| 2.   | 七月與安生（片尾曲）     | 廖羽、和匯慧 | 和匯慧、廖羽 | 陸耀靖 |        | 沈月、陳都靈 |
| 3.   | 8+8=8（插曲）            |              |              |        |        | 島嶼心情     |
| 4.   | 背棄（純音樂）           | 郭听雨       | 李想、Evelyn |        |        |              |
| 5.   | 童話鎮（純音樂）         | 竹君         | 暗杠         | 暗杠   |        |              |
| 6.   | 投影（插曲）             | 王樂         | 和匯慧、王樂 | 李知錦 |        | 房東的貓     |
| 7.   | 第三人稱（插曲）         | 廖羽         | 和匯慧       | 趙越   |        | 徐秉龍       |
| 8.   | 時光的情書（插曲）       | 陳詩牧       | 陳詩牧       |        | 鄭博   | 于文文       |
| 9.   | 被劫持的思念（插曲）     | 陳詩牧       | 陳詩牧       | 趙瑟   | 鄭博   | 尤長靖       |
| 10.  | My life（插曲）          | 周洁穎       | 爵爵         |        |        | 周銳         |

## 制作
2018年5月6日在宁波市北仑博地影秀城开机，全剧八成拍摄量将在宁波进行，且角成长及工作城市全部直接冠以“宁波”原名，呈现宁波的城市景观与风土人情。
导演崔亮表示，剧版和同名电影、小说会不一样，是一个正能量的青春故事，电视剧的体量会比电影大很多，可以展现更多人物背后的故事。
2018年5月17日在爱奇艺大会上发布了首款预告片和红白玫瑰概念海报。
9月3日在重庆全剧杀青。

## 宣傳
| 播出时间      | 活动            | 出席演员                     |
| ------------- | --------------- | ---------------------------- |
| 2018年6月15日 | 《向往的生活2》 | 沈月、陳都靈                 |
| 2019年7月27日 | 《快乐大本营》  | 沈月、陈都灵、熊梓淇、李逸男 |